# Navarretia intertexta
Navarretia intertexta là một loài thực vật có hoa trong họ Polemoniaceae. Loài này được (Benth.) Hook. mô tả khoa học đầu tiên năm 1837.

## Hình ảnh

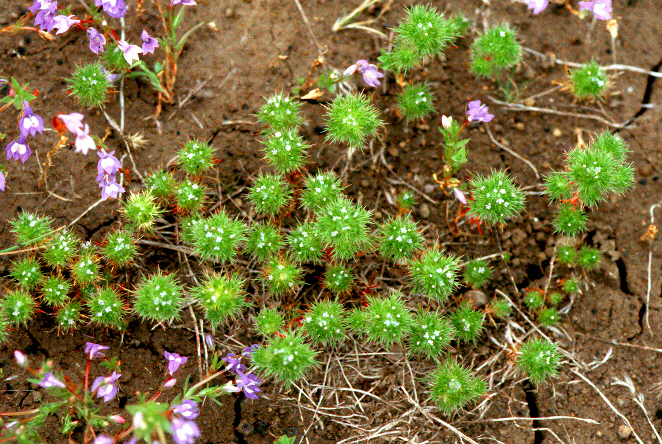
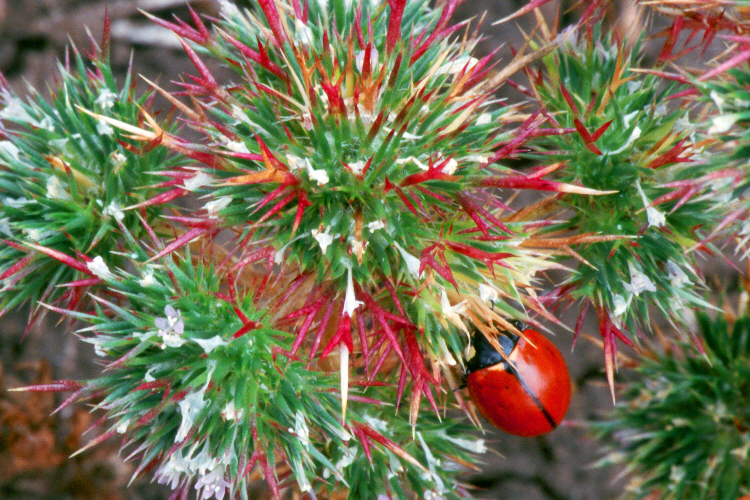